# Beauty Killer
Beauty Killer é o primeiro álbum de estúdio do cantor, compositor e produtor musical estadunidense Jeffree Star. Foi lançado em 22 de setembro de 2009.

## Produção e Lançamento
O seu primeiro álbum de estúdio, Beauty Killer, foi lançado em 22 de setembro de 2009. O primeiro single do álbum, "Prisoner", foi lançado para download digital em 02 de maio de 2009. O single recebeu dois milhões de play no MySpace no final de sua segunda semana estar disponível para stream. "Love Rhymes With Fuck You" foi o segundo single do álbum, como "Prisoner", também foi lançado para download digital em 30 de junho de 2009. O álbum estreou no número 122 na Billboard 200 dos EUA. Ele também estreou em #7 no Billboard Dance Chart EUA Top Albums / Eletrônica e caiu para #12 em sua segunda semana. Um vídeo da música "Get Away With Murder" foi filmado em 7 de novembro de 2009. O vídeo estreou na primeira página do MySpace em 23 de janeiro de 2010.
Foi anunciado que a gravação estava em andamento para o primeiro álbum de estúdio no final de 2007. Ele afirmou que as novas músicas "são mais sexy, alguns são mais". Ainda estou encontrando o que "Jeffree Star" realmente é. E eu acho que estou quase lá..." Para os fãs até que o primeiro single do álbum foi lançado, em 21 de abril de 2009, Jeffree Star lançou um remix da cover de Black Eyed Peas "Boom Boom Pow", que foi disponibilizado para download gratuito. Rádio Morgan Page do mix de edição de "Prisoner" foi lançado para download gratuito pelo Jeffree em 18 de dezembro de 2009. Ele trabalhou com produtores como Lester Mendez, 3OH!3, Nathaniel Motte, God's Paparazzi e muito mais. Jeffree participou do Warped Tour 2009 para promover algumas das músicas de seu álbum.

## Faixas
Faixas Padrão:
- 1. Get Away with Murder
- 2. Prisoner
- 3. Louis Vuitton Body Bag (feat. Matt Skiba)
- 4. Beauty Killer
- 5. Electric Sugar Pop
- 6. Love Rhymes with Fuck You
- 7. Bitch, Please!
- 8. Lollipop Luxury (feat. Nicki Minaj)
- 9. Get Physical
- 10. Fame & Riches, Rehab Bitches (feat. Breathe Carolina)
- 11. Fresh Meat
- 12. Queen of the Club Scene

Faixas Bônus:
- 13. Gorgeous
- 14. Party Crusher
- 15. God Hates Your Outfit